# Xestia umbrosa
Xestia umbrosa là một loài bướm đêm trong họ Noctuidae.